# O-We-Go Car

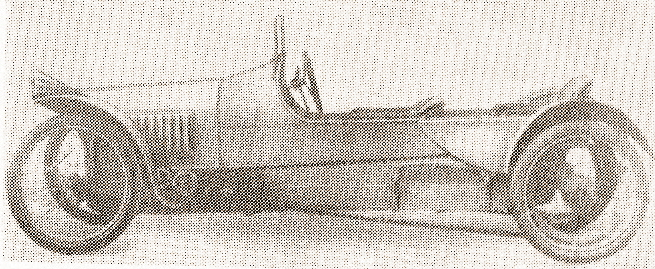
O-We-Go (1914)

Die O-We-Go Car Company war ein US-amerikanischer Automobilhersteller.

## Beschreibung
Das Unternehmen stellte nur im Jahre 1914 in Owego (New York) ein Cyclecar her. Gegründet wurde die Firma am 4. Februar 1914 von George Ramsey, einem bekannten New Yorker Bankier, und W. I. Payne, der Verbindungen zur Standard Oil Company besaß. Konstruiert wurde der O-We-Go von Charles B. Hatfield Jr.
Der Wagen hatte einen V2-Motor von Ives. 85,725 mm Bohrung und 95,25 mm Hub ergaben 1099 cm³ Hubraum. Er leistete 12 bhp (8,8 kW). Es gab einen Roadster für 385 US-Dollar, einen Pritschenwagen für 395 Dollar und einen geschlossenen Lieferwagen für 405 Dollar.
Bereits am 30. Oktober 1914 wurde die Fertigung wieder eingestellt und im Januar 1915 stellte die Firma einen Konkursantrag. Mindestens ein O-We-Go hat bis heute überlebt und befindet sich im Northeast Classic Car Museum.

## Modelle
| Modell   | Bauzeitraum | Zylinder | Leistung        | Radstand | Aufbauten                            |
| -------- | ----------- | -------- | --------------- | -------- | ------------------------------------ |
| Cyclecar | 1914        | 2 V      | 12 bhp (8,8 kW) | 2642 mm  | Roadster 2 Sitze, Lieferwagen 1 Sitz |